# Bad Girl (filme)
Bad Girl (prt: Uma Joia de Rapariga; bra: Depois do Casamento) é um filme norte-americano de 1931, do gênero drama, dirigido por Frank Borzage  e estrelado por Sally Eilers e James Dunn.

## Produção
Ambientado nos duros anos da Grande Depressão, Bad Girl é outro exemplar do gênero "o amor tudo vence", com o qual Frank Borzage tanto estava familiarizado. Tratado com graça e sutileza pelo diretor, o filme dá uma boa demonstração da habilidade de Borzage em mesclar comédia e melodrama.
Por seu trabalho, Borzage recebeu seu segundo Oscar de Melhor Diretor, ele que fora o primeiro realizador a ser premiado pela Academia, por Seventh Heaven, de 1927. Bad Girl recebeu também a estatueta de Melhor Roteiro Adaptado. Indicado ainda na categoria de Melhor Filme, foi batido por Grand Hotel.

## Sinopse
A modista Dorothy e Eddie, atendente de uma loja, casam-se e tudo vai bem no início. Porém, quando Dorothy fica grávida e não dá atenção a mais nada, Eddie, que não sabe de seu estado, culpa-a por não se interessar pelo apartamento que acabam de alugar. Quando descobre a verdade, ele procura redimir-se juntando dinheiro para contratar um renomado obstetra.

## Premiações
| Prêmio | Categoria                                           | Situação          |
| ------ | --------------------------------------------------- | ----------------- |
| Oscar  | Melhor Filme Melhor Diretor Melhor Roteiro Adaptado | Indicado Vencedor |

- Film Daily: Ten Best Films of 1931[7]
- The New York Times: Ten Best Films of 1931[7]

## Elenco
| Ator/Atriz    | Personagem    |
| ------------- | ------------- |
| Sally Eilers  | Dorothy Haley |
| Jams Dunn     | Eddie Collins |
| Minna Gombell | Edna Driggs   |